# Hakin9
Hakin9 – anglojęzyczny tygodnik komputerowy wydawany przez Hakin9 Media Sp z o.o. Sp Komandytowa. Jego główną tematyką jest bezpieczeństwo komputerowe. Obecnie tylko w wersji cyfrowej (w formacie PDF) do ściągnięcia ze strony pisma po wykupieniu subskrypcji. Na stronie również pełne archiwum od początku istnienia pisma.